# 秦兆阳
秦兆阳（1916年—1994年），笔名何直等，男，湖北黄冈人，中国作家、文艺理论家、编辑，曾任《人民文学》副主编，人民文学出版社副总编辑，中国作家协会主席团委员、书记处书记。